# Aeropuerto de Katiu
El aeródromo de Katiu (código AITA : KXU • código OACI : NTKT) es un aeródromo en el atolón de Katiu en el archipiélago de las Tuamotu en Polinesia Francesa.

## Compañías y destinos
- Air Tahiti (Tahití)

- Datos: Q22247913